# Tadeusz Nowak (mediewista)
Tadeusz Nowak (ur. 1951) – polski historyk mediewista.

## Życiorys
Absolwent historii Uniwersytetu Łódzkiego (1975). Doktorat (1984 - Budownictwo obronne w Wielkopolsce, Kujawach, ziemiach dobrzyńskiej, łęczyckiej i sieradzkiej w XIV wieku; promotor: Stanisław Marian Zajączkowski) i habilitacja (2004 -Własność ziemska w ziemi łęczyckiej w czasach Władysława Jagiełły) tamże. Od 2006 profesor UŁ. Pracuje na Katedrze Historii Średniowiecznej Wydziału Filozoficzno-Historycznego. Główne zainteresowania badawcze: dzieje wojskowości w Polsce średniowiecznej, osadnictwo i struktura własności ziemskiej w Polsce Centralnej, dzieje miast i mieszczaństwa w Polsce środkowej do końca XVI w.

## Wybrane publikacje
- (współautor) Rodziny pabianickie Starego Miasta w XVII-XIX wieku (do 1870 r.), cz. 1, Łódź 1993.
- (współautor: Robert Adamek), Zarys dziejów Dobronia i okolicznych miejscowości do 1939 r. (wchodzących w skład obecnej gminy Dobroń), Łask - Dobroń 2000.
- Własność ziemska w ziemi łęczyckiej w czasach Władysława Jagiełły, Łódź: Wydawnictwo UŁ 2003.
- (współautor) 650 lat Pabianic. Studia i szkice, Łódź 2005.
- (współautor: Tadeusz Grabarczyk), Mieszczanie wieluńscy do początków XVI wieku: biogramy, Łódź - Wieluń: Wieluńskie Towarzystwo Naukowe 2008.
- (współautorzy: Maciej Janik, Hanka Żerek-Kleszcz), Bedoń: dzieje do 1939 roku, Andrespol: Urząd Gminy - Łódź: Archiwum Państwowe 2009.
- (redakcja) Dynamika przemian społecznych i religijnych w średniowieczu: III Kongres Mediewistów Polskich, Łódź, 22-24 września 2008 roku, pod red. nauk. Tadeusza Grabarczyka i Tadeusza Nowaka, Warszawa: Wydawnictwo DiG 2011.
- (redakcja) In tempore belli et pacis: ludzie, miejsca, przedmioty : księga pamiątkowa dedykowana prof. dr. hab. Janowi Szymczakowi w 65-lecie urodzin i 40-lecie pracy naukowo-dydaktycznej, pod red. Tadeusza Grabarczyka, Anny Kowalskiej-Pietrzak, Tadeusza Nowaka, Warszawa: Wydawnictwo DiG 2011.